# Mont Marion-Dufresne
Mont Marion-Dufresne ist ein Berg im Nordosten der Île de l’Est in den Crozetinseln, einer Inselgruppe im südlichen Indischen Ozean. Politisch gehört er zu den Französischen Süd- und Antarktisgebieten.
Mit einer Höhe von 1050 m über dem Meer stellt er nicht nur die höchste Erhebung der Île de l’Est, eines basaltischen Schichtvulkans, dar, sondern auch die höchste Erhebung des gesamten Archipels.
Benannt ist der Berg nach Marc-Joseph Marion du Fresne (1724–1772), einem französischen Seefahrer und Entdecker der Crozetinseln.